# Pla d'Urgell
Pla d'Urgell là một comarca (hạt) của Catalonia, Tây Ban Nha.

## Các đô thị
- Barbens - 795
- Bell-lloc d'Urgell - 2.068
- Bellvís - 2.137
- Castellnou de Seana - 697
- Fondarella - 721
- Golmés - 1.433
- Ivars d'Urgell - 1.781
- Linyola - 2.464
- Miralcamp - 1.248
- Mollerussa - 10.625
- El Palau d'Anglesola - 1.741
- Poal - 651
- Sidamon - 679
- Torregrossa - 2.213
- Vila-sana - 570
- Vilanova de Bellpuig - 1.111